# تجربه کن
تجربه کن نام یک آلبوم موسیقی از شادمهر عقیلی است که در سبک پاپ تهیه شده و دارای ۸ ترانه است. این آلبوم بعد از چهار سال در ۲۰ آذر ۱۳۹۵ و از سوی کمپانی آونگ میوزیک منتشر گردید.

## فهرست آهنگ‌ها
| ردیف | نام ترانه   | ترانه‌سرا   | آهنگساز      | تنظیم‌کننده   |
| ---- | ----------- | ---------- | ------------ | ------------ |
| ۱    | تجربه کن    | آرش مهرابی | وحید پویان   | سعید زمانی   |
| ۲    | همیشگی      | آرش مهرابی | وحید پویان   | میلاد هاشمی  |
| ۳    | تنهاییام    | آرش مهرابی | وحید پویان   | سعید زمانی   |
| ۴    | غرور        | آرش مهرابی | وحید پویان   | میلاد هاشمی  |
| ۵    | عقل و عشق   | آرش مهرابی | وحید پویان   | سعید زمانی   |
| ۶    | ادامه میدمت | آرش مهرابی | وحید پویان   | میلاد هاشمی  |
| ۷    | تکرارم نکن  | آرش مهرابی | شادمهر عقیلی | شادمهر عقیلی |
| ۸    | روز سرد     | آرش مهرابی | وحید پویان   | سعید زمانی   |

## توضیحات
امیر فرشباف رابط بین شادمهر و تیم آلبوم می‌باشد و به همراه بهداد کاموری تهیه‌کننده این آلبوم می‌باشند. تنظیم تمامی قطعه‌ها را بجز «تکرارم نکن» که شادمهر آن را تنظیم کرده‌است، سعید زمانی و میلاد هاشمی انجام داده‌اند که در آن‌ها انواع سازهای زهی استفاده شده‌است.
قطعه‌های «تجربه کن» و «همیشگی» قبل از انتشار آلبوم به همراه موزیک ویدئو منتشر شدند و ویدئو قطعه «ادامه میدمت» بعد از انتشار آلبوم پخش شد. همچنین ورژن دوم موزیک ویدئو تجربه کن به نام ورژن طرفداران که با ویدئوهای ارسالی طرفداران شادمهر از لب خوانی این آهنگ ساخته شده بود منتشر شد و مورد توجه قرار گرفت. موزیک ویدئو «روزسرد» نیز در ۱۰ فروردین سال ۹۶ پخش شد که با تنظیمی به صورت آنپلاگد و آکوستیک و متفاوت از نسخه آلبوم همراه بود.
در نظرسنجی ای که در کانال تلگرام شادمهر انجام شد قطعه «روز سرد» با ۳۷ درصد آرای طرفداران شادمهر به عنوان محبوب‌ترین و بهترین آهنگ این آلبوم انتخاب شد. قطعه‌های «همیشگی»، «تجربه کن»، «تنهاییام»، «ادامه میدمت»، «تکرارم نکن»، «عقل و عشق» و «غرور» در رتبه‌های دوم تا هشتم قرار گرفتند.
طبق نظر سنجی سایت رادیو جوان و سایت ویکی صدا آلبوم تجربه کن به عنوان بهترین آلبوم سال ۱۳۹۵ انتخاب شد.
میکس و مسترینگ کلیه قطعات این آلبوم توسط محمد فلاحی انجام شده است.